# Duchovní svaté přijímání
Duchovní přijímání je náboženský úkon rozšířený mezi katolickými křesťany, který spočívá v duchovním vyjádření touhy po přijetí Krista v Nejsvětější svátosti a spojení se s ním v duchovní jednotě. Jako takové je námětem mnoha modliteb a doporučení mnohých světců.

## Nauka
Tridentský koncil praví, že duchovně přijímají „všichni ti, kdo mají touhu těšit se z nebeského Chleba a chovají v sobě živou víru, jež je činná skrze blíženeckou lásku.“ Svatý Tomáš Akvinský jej popisuje jako „vřelou touhu po přijetí Ježíše v Nejsvětější svátosti a jeho láskyplné objetí poté, co jsme ho přijali“.
Podle sv. Tomáše Akvinského či sv. Alfonse z Liguori působí duchovní svaté přijímání stejné účinky jako přijímání skutečné s ohledem na dispozici, s kterou jej daný člověk vykonává, s větším či menším účinkem podle jeho touhy a lásky.

## Praxe
| „                                                    | Pane Ježíši Kriste, věřím, že jsi pravdivě a skutečně v Nejsvětější svátosti přítomen jako Bůh a člověk. Věřím, že mě miluješ. Také já tebe chci dokonale milovat, ale co mohu, Pane, bez tebe? Ty jsi, Bože, má síla. Toužím po tobě. A protože tě právě nyní nepřijímám v oltářní svátosti, prosím, přijď ke mně aspoň duchovně a učiň si u mě příbytek. Pane, zůstaň se mnou a nedopusť, abych se od tebe odloučil. | “ |
| — obvyklá formule, volně podle sv. Alfonse z Liguori | |   |

V současnosti se vynechává slůvko "aspoň" (viz mše na TV Noe).
V římskokatolické církvi má duchovní svaté přijímání velmi dlouhou tradici sahající až do raného křesťanského středověku. Bylo hojně doporučováno mnoha světci a učiteli duchovního života, např. sv. Janem Vianneyem, sv. Terezií z Ávily nebo sv. Josemaríou Escrivou. K duchovnímu svatému přijímání existují také mnohé modlitby, své vlastní texty vytvořili například sv. Alfons Maria z Liguori (jeho verze je patrně nejrozšířenější), kardinál Rafael Merry del Val. O duchovní svaté přijímání, chápané jako „stálou touhu duše po eucharistii“, se taktéž zasazoval sv. papež Jan Pavel II. v encyklice Ecclesia de Eucharistia.
Duchovní svaté přijímání je učiteli duchovního života kromě jiného doporučováno v situacích, kdy člověk z nějakého důvodu eucharistii svátostně přijmout nemůže (není např. zrovna přítomen na mši svaté), popř. ji přijmout ve mši nesmí (např. je ve stavu těžkého hříchu nebo nedodržel eucharistický půst). Ve stavu těžkého hříchu se doporučuje i před duchovním přijímáním vzbudit dokonalou lítost, svátostná zpověď ale nutná není. Taktéž je duchovní přijímání užíváno jako samotná příprava na svátostné svaté přijímání ve mši. Výhodou duchovního přijímání je taktéž to, že jej věřící, na rozdíl od svátostného přijímání, smí vykonat kolikrát za den chce.
V některých kostelích, např. v kostele svatého Mořice v Olomouci, jsou v kostelních lavicích umístěny tabulky s textem této modlitby, při rozhlasových přenosech mší, např. na rádiu Proglas, slova modlitby recituje moderátor „do éteru“ v okamžicích, kdy věřící přistupují k přijímání.
Podle odpustkového řádu katolické církve získává částečný odpustek ten, „kdo v sobě probudí duchovní přijímání (víru, lásku a touhu po přijímání), jakoukoli formou zbožnosti“. (Před 2. vatikánským koncilem odpustky 60 dní při užití formule sv. Alfonse, dnes se dělení částečných odpustků na dny nepoužívá.)